# Tar-kő (Bükk-vidék)
A Tar-kő a Bükk-vidék nyolcadik legmagasabb hegye, 949 méteres tengerszint feletti magasságával. Ezzel a magasságával Magyarország 12. legmagasabb hegyének számít.
A Bükk-fennsík déli oldalán helyezkedik el, annak gyakorlatilag határa. A környezetéből nemigen emelkedik ki, mivel a környéken is sok 900 méternél magasabb hegy található, valamint a fennsík eleve magas térszíne miatt sem tűnik fel az abszolút magassága. A tetejéről remek panoráma nyílik, főleg déli irányba, az Alföld felé.

## Kialakulása
A Tar-kő sziklafalában a triász időszaki világosszürke Bükkfennsíki Mészkő Formáció meredek dőlésű vastagpados rétegei lépcsőket alkotnak, melyek együtteséből alakult ki az Őr-kőtől a Három-kőig tartó „Kövek vonulatának” nagy sziklahomloka. A kőzet kifejlődése zátonylejtő - háttérlagúna határra utal. A Nagy-fennsík déli pereme a közvélekedés szerint törésvonal, ennek azonban ellentmond annak fűrészfog jellege, valamint a déli előtérben a fennsík rétegsorának folytatása. A sziklafalsor inkább - földtani preformáció során - eróziós úton jött létre. A Nagy-fennsík déli részét alkoto antiklinális (redőboltozat) tengelyzónája a peremet alkotó sziklasorban van, ettől délre fordul át szinklinálisba (redőteknőbe). A Tar-kő aljában megjelenik a jura Lökvölgyi Formáció palája (szinklinális tengelyzóna), majd tovább délre, a Toldi-Bükk - Kuklya-hegyese - Malom-hegy vonulatban ismét kibukkan a triász mészkő (a következő antiklinális). A földrajzi értelemben vett Déli-Bükk lenyesődése idáig terjedt, az antiklinális alátámasztás nélkül maradt déli szárnya leomlott.
A „Kövek vonulatának” élőhelyeit sziklai erdőtípusok, fajgazdag erdőszegélyek, sziklai cserjések, sziklagyepek, és nyílt sziklafelszínek, görgetegek alkotják. A Tar-kő élőhelyegyüttese kiemelten értékes élővilágnak biztosít életteret.

## Élővilága

### Növények
- Pongyola harangvirág
- Jávorka-pikkelypáfrány
- Háromszínű árvácska
- Tarka imola
- Sziklai gyöngyvessző

### Állatok
- Fűrészlábú szöcske
- Kékszárnyú sáska
- Szalagos sáska
- Kis apollólepke
- Nagy fehérsávoslepke
- Bajszos sármány
- Kövirigó
- Hajnalmadár
- Havasi szürkebegy
- Holló
- Kerecsensólyom
- Vándorsólyom

## Barlangjai
- Tar-kői-kőfülke